# Rewolucja w Egipcie (2011)
Rewolucja w Egipcie – antyrządowe protesty o charakterze społeczno-politycznym w Egipcie przeciwko złej sytuacji materialnej, bezrobociu, korupcji, ograniczaniu swobód obywatelskich i długoletnim rządom prezydenta Husniego Mubaraka. Rozpoczęły się na masową skalę 25 stycznia 2011. Poprzedziły je pojedyncze akty protestacyjne, przyjmujące formę samospaleń. Są największymi protestami społecznymi w czasie dotychczasowych rządów prezydenta Mubaraka. Wydarzenia te nazywane były niekiedy w mediach lotosową rewolucją.
Wystąpienia ludności zostały zapoczątkowane w Kairze 25 stycznia od zwołanej za pośrednictwem serwisów internetowych akcji „Dzień Gniewu”. W kolejnych dniach demonstracje były kontynuowane i objęły zasięgiem inne miasta. Do największych protestów, oprócz stolicy, dochodziło w Aleksandrii i Suezie. Demonstrujący domagali się natychmiastowego ustąpienia z urzędu prezydenta Mubaraka. Do kraju z emigracji powrócił lider opozycji, Muhammad el-Baradei, który przyłączył się do manifestujących.
28 stycznia, w ramach akcji „Piątek Gniewu”, doszło do masowych protestów i krwawych starć ze służbami bezpieczeństwa, w których zginęło kilkadziesiąt osób. W odpowiedzi na ulice miast wyprowadzone zostało wojsko. Władze wprowadziły godzinę policyjną, a wcześniej odcięły całkowicie dostęp do sieci internetowej i telefonii komórkowej. W czasie protestów z więzień w całym kraju uciekło kilka tysięcy osadzonych, w miastach dochodziło do aktów grabieży i chuligaństwa, splądrowane zostało Muzeum Egipskie w Kairze.
29 stycznia prezydent Mubarak pod naciskiem społecznym zdymisjonował rząd i na stanowisko nowego premiera powołał Ahmada Szafika. Na urząd wiceprezydenta mianował natomiast, po prawie 30-letnim wakacie, Omara Suleimana. Nie doprowadziło to jednak do wyciszenia nastrojów społecznych. Wojsko zadeklarowało nieużywanie siły wobec demonstrujących. 1 lutego, w ramach „Marszu Miliona”, w całym Egipcie demonstrowało od miliona do 5 mln obywateli. Najwięcej osób zebrało się na centralnym placu stolicy, Majdan at-Tahrir, będącym od początku główną areną protestów. Prezydent Mubarak w odpowiedzi zadeklarował odejście z urzędu po zakończeniu swojej kadencji i nieubieganie się o reelekcję w wyborach prezydenckich we wrześniu. Zapowiedział pozostanie na stanowisku i przeprowadzenie procesu reform do tego czasu. 2 lutego w kraju po raz pierwszy doszło do gwałtownych starć między zwolennikami i przeciwnikami prezydenta. 11 lutego, realizując postulaty protestujących Egipcjan, Mubarak ustąpił z urzędu.

## Geneza wystąpień
W październiku 1981 władzę w Egipcie, po zabójstwie prezydenta Anwara Sadata, jako wiceprezydent państwa przejął Husni Mubarak, były dowódca sił powietrznych. Jeszcze w tym samym miesiącu został zatwierdzony w narodowym referendum na stanowisku szefa państwa, co zapoczątkowało jego nieprzerwane rządy. W kolejnych latach (1987, 1993, 1999) uzyskiwał reelekcje na następne 6-letnie kadencje w wyborach, w których występował jako jedyny kandydat. Dzięki zmianie konstytucji, w listopadzie 2005 stanął do pierwszych wyborów wielopartyjnych, w których zdobył 88,6% głosów poparcia. Opozycja odrzuciła ich wyniki. Organizacje broniące praw człowieka i obserwatorzy stwierdzili, że proces wyborczy naznaczony był licznymi nieprawidłowościami.

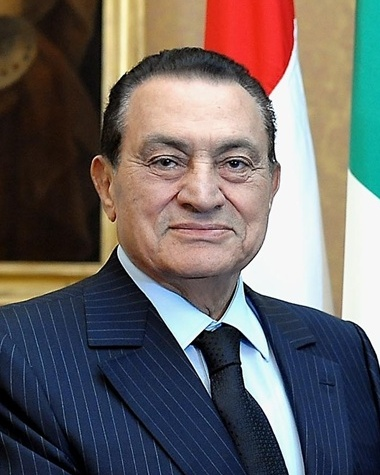
Prezydent Egiptu, Husni Mubarak, 2009

Od 1981, przez cały okres rządów Mubaraka, w Egipcie obowiązuje stan wyjątkowy. Zapewnia on służbom bezpieczeństwa szerokie kompetencje. Umożliwia aresztowania i więzienie bez wyroku sądowego przez dłuższy okres, rewizje bez nakazu sądowego, a także ograniczanie wolności i swobód obywatelskich. Utrzymywanie takiego stanu władze uzasadniają koniecznością walki z islamskim terroryzmem. Organizacje ochrony praw człowieka niejednokrotnie występowały z mocną krytyką jego przedłużania na kolejne lata. Egipska Organizacja Praw Człowieka uznała obowiązywanie stanu wyjątkowego za główną przyczynę naruszeń praw człowieka w Egipcie. Według Komisji ds. Międzynarodowej Wolności Religijnej w sprawozdaniu za rok 2010, Egipt zajmował drugie miejsce w rankingu wśród krajów, które naruszają wolność religijną. Dyskryminacja i łamanie praw człowieka w tym obszarze dotykały głównie: koptyjskich chrześcijan, bahaistów, szyickich muzułmanów, Żydów, Świadków Jehowy i członków sekty islamu koranicznego.
Monopol na sprawowanie władzy w kraju posiada Partia Narodowo-Demokratyczna (National Democratic Party, NDP). Opozycja ma ograniczone możliwości funkcjonowania. Głównie ugrupowanie opozycyjne, islamskie Bractwo Muzułmańskie oskarżane o terroryzm zostało zdelegalizowane. Partia Narodowo-Demokratyczna posiada zdecydowaną większość mandatów w parlamencie.
Sytuacja polityczna w Egipcie była jedną z głównych przyczyn wybuchu protestów. Mieszkańcy manifestowali przeciwko utrzymującemu się od 30 lat reżimowi prezydenta Husniego Mubaraka i ograniczeniom ich praw obywatelskich. Sprzeciwiali się brutalnym działaniom służb bezpieczeństwa. Dostrzegali konieczność zmian i demokratyzacji kraju. Sprzeciwiali się sukcesji prezydenckiej w ramach rodziny 82-letniego Mubaraka. Zdaniem wielu komentatorów jednym z jego potencjalnych następców mógł być bowiem syn, Dżamal Mubarak. Piętnowali korupcję wewnątrz elit państwowych i administracji.
Obok kwestii politycznych, dużą rolę odgrywały również motywy ekonomiczne. Społeczeństwo domagało się reform gospodarczych. Było niezadowolone z panujących warunków życiowych, wzrastających cen i utrzymującego się bezrobocia. Około 40% ponad 80-milionowej populacji Egiptu żyło za mniej niż 2 USD dziennie.

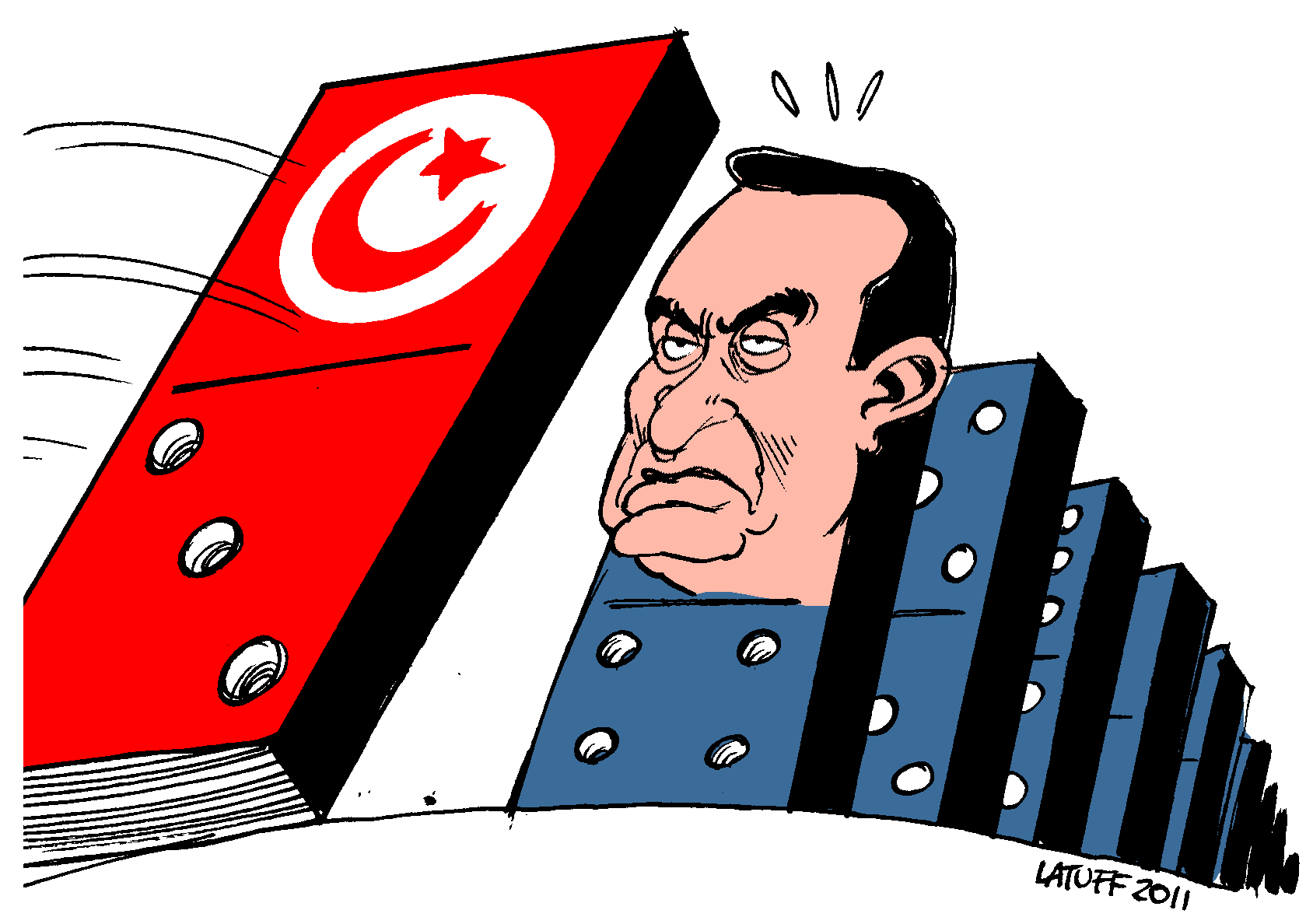
Karykatura nawiązująca do rewolucji w Tunezji

Wpływ na wybuch protestów miały wydarzenia polityczne z grudnia 2010 i stycznia 2011 w regionie Afryki Północnej i Bliskiego Wschodu. Przez obszar ten przetaczała się wówczas fala antyrządowych manifestacji. W połowie grudnia 2010 w Tunezji rozpoczęły się masowe protesty przeciwko autorytarnym rządom wieloletniego prezydenta Zina Al-Abidina Ben Alego, rozpoczęte samospaleniem się przez bezrobotnego sprzedawcę ulicznego, Mohameda Bouaziziego. Miesięczne protesty i starcia z policją doprowadziły 14 stycznia 2011 do opuszczenia urzędu przez Ben Alego i jego ucieczki z kraju. Wydarzenia te, nazwane Jaśminową rewolucją, spowodowane były dokładnie takimi samymi przesłankami, co w Egipcie. Oba państwa znajdowały się w podobnej sytuacji społeczno-politycznej. Rewolucja w Tunezji, która doprowadziła do utworzenia wspólnego z opozycją rządu jedności narodowej i zobowiązania do organizacji wolnych wyborów, rozbudziła nastroje i zmobilizowała do działań społeczeństwo Egiptu. Dodatkowo, do podobnych jak w Tunezji antyrządowych wystąpień, choć na mniejszą skalę, doszło w styczniu 2011 również w Algierii, Jordanii i Jemenie, a także Mauretanii, Maroku, Sudanie, Omanie i Arabii Saudyjskiej.

## Pierwsze akty protestu
Początkową formą wyrazu protestu przeciwko panującej w Egipcie sytuacji społeczno-gospodarczej były akty samospaleń. Począwszy od 17 stycznia 2011, zanotowanych zostało co najmniej 6 takich prób samobójczych. Pierwowzorem dla nich było samospalenie się 17 grudnia 2010 Mohameda Bouaziziego, bezrobotnego handlarza ulicznego, w tunezyjskim mieście Sidi Bu Zajd. Czyn ten stanowił protest przeciwko brakowi perspektyw znalezienia zatrudnienia i nastąpił tuż po zarekwirowaniu mu przez policję straganu z żywnością. Bouazizi zmarł w wyniku poparzeń 4 stycznia 2011, a jego akt desperacji i śmierć spowodowały wybuch rewolucji i upadek wieloletniego reżimu.
17 stycznia 2011 49-letni Abdo Abdel Hameed (lub Abdu Abdel-Monaim Kamal) próbował podpalić się w Kairze z powodu złej sytuacji materialnej. Palącego się mężczyznę ugasił za pomocą gaśnicy przejeżdżający taksówkarz. Z lekkimi obrażeniami został przewieziony do szpitala. Następnego dnia prawnik Mohamed Farouk Hassan podpalił się przed budynkiem parlamentu w Kairze, protestując przeciwko rosnącym cenom. Został hospitalizowany, doznając lekkich poparzeń. Tego samego dnia drugi mężczyzna przygotowywał się do podjęcia próby samospalenia, jednak został od tego powstrzymany. Aresztowała go policja, rekwirując kanistry z benzyną. 18 stycznia 2011 samospalenia w Aleksandrii dokonał także Ahmed Hashem el-Sayed, 25-letni bezrobotny. W wyniku poparzeń trzeciego stopnia zmarł on w tym samym dniu.
21 stycznia 2011 próbę samospalenia podjęło w Egipcie trzech innych mężczyzn, spośród których jeden odniósł poważne obrażenia. Dwóch mężczyzn było pracownikami firmy z sektora tekstylnego.

## Dzień Gniewu

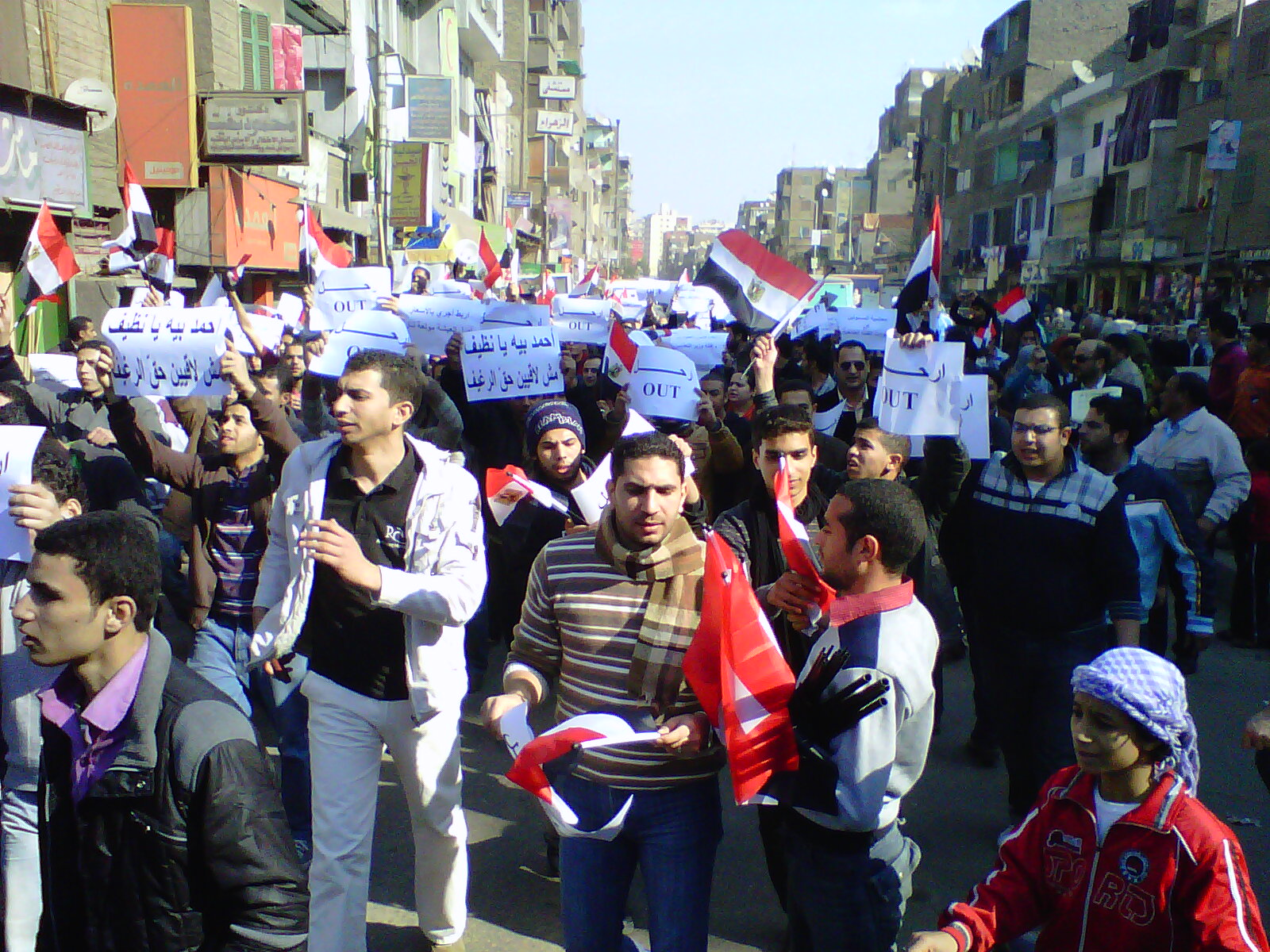
Protesty w Egipcie w „Dzień Gniewu”, 25 stycznia 2011

Początkiem masowych wystąpień społecznych w Egipcie była akcja zorganizowana 25 stycznia 2011 o nazwie „Dzień Gniewu” (يوم الغضب (yawm al-ġaḍab), Day of Anger, Day of Wrath lub Day of Revolt). Została zainicjowana przez Ruch 6 Kwietnia, prodemokratyczną grupę młodzieży, za pośrednictwem internetowych portali społecznościowych typu Facebook i Twitter, na których użytkownicy uzgodnili czas i miejsca zgromadzeń. Na dzień przeprowadzenia akcji wyznaczono 25 stycznia, kiedy przypadało święto państwowe, „Dzień Policji”. Wśród pierwszych żądań organizatorów znalazła się dymisja ministra spraw wewnętrznych odpowiedzialnego za działanie służb bezpieczeństwa, zniesienie stanu wyjątkowego oraz podniesienie płac.
Manifestacje rozpoczęły się popołudniem 25 stycznia 2011 w kilku miejscach Kairu, a także w innych miastach. W akcji wzięło udział więcej uczestników niż planowali to organizatorzy. Również policja wydawała się być zaskoczoną skalą wystąpień. Protestujący zdołali dostać się w pobliże budynku parlamentu. Policja użyła gazu łzawiącego i armatek wodnych, jednakże tłum odparł atak funkcjonariuszy. Do manifestacji doszło na centralnym placu kairskim – Majdan at-Tahrir (Plac Wolności), obok rządowego budynku Mudżamma, gdzie zdobyty został policyjny pojazd z armatką wodną. Protestowano również przed siedzibą Sądu Najwyższego. Demonstrujący wykrzykiwali antyrządowe i antyprezydenckie hasła. Zrywali plakaty z podobiznami Husniego Mubaraka. Odwoływali się do rewolucji w Tunezji. Wyrażano również krytykę pod adresem prezydenckiego syna i potencjalnego następcy prezydenta w postaci okrzyków „Gamal powiedz ojcu, Egipcjanie nienawidzą was”. Policja przy pomocy gazu łzawiącego usunęła manifestantów z placu Tahrir dopiero po północy 26 stycznia. Protesty odbyły się także w Aleksandrii, Suezie i Ismailii. W wyniku starć zginęły 4 osoby: troje cywilów w Suezie oraz funkcjonariusz policji w Kairze. W protestach w Kairze uczestniczyło ok. 15 tys. osób, w Aleksandrii około 20 tys., a w Ismailii około 2 tysięcy. Do wystąpień doszło także w miastach Al-Mahalla al-Kubra (ok. 3 tys. osób) oraz w Asuanie (ok. 200 osób).

## Dalsze protesty (26–27 stycznia)

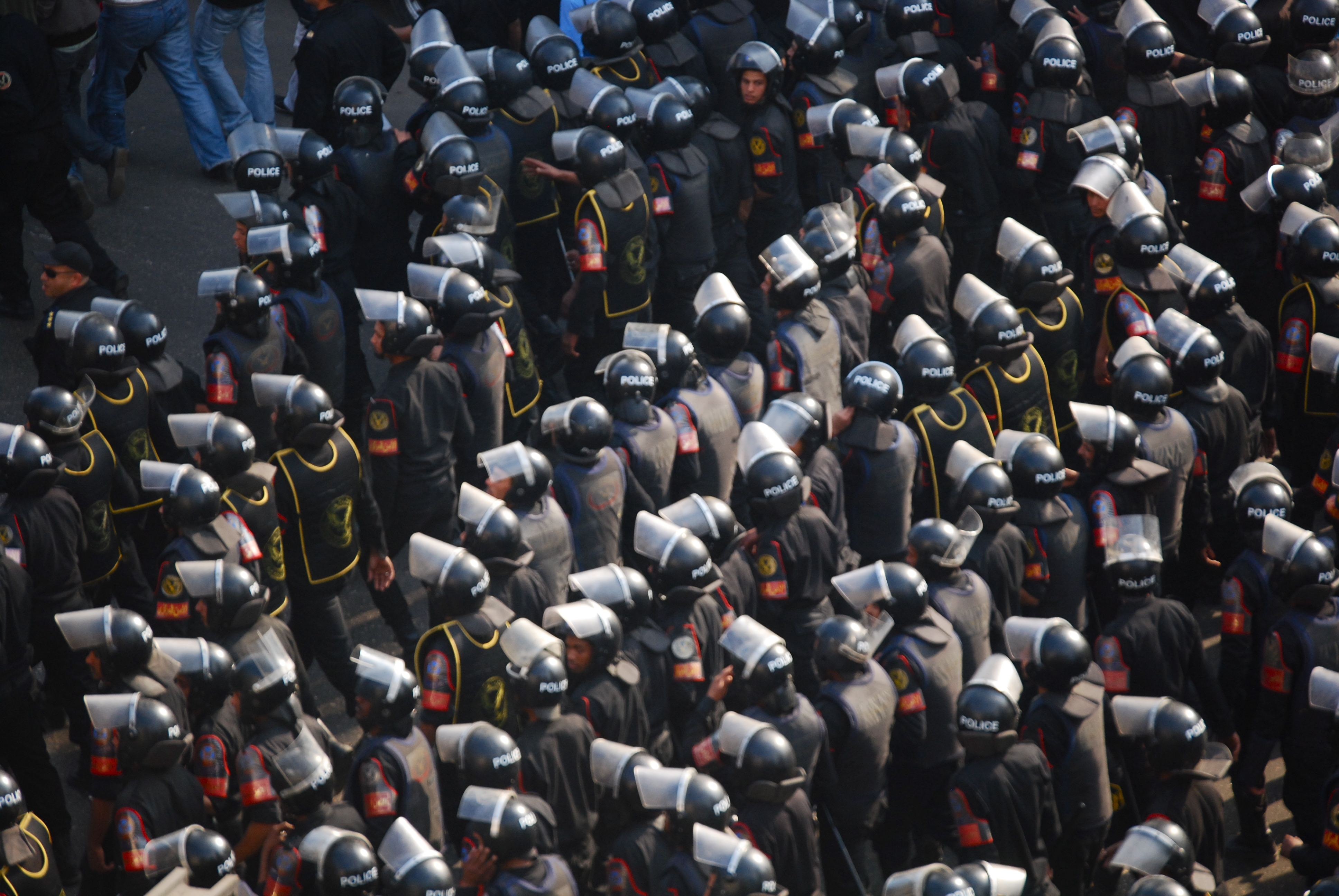
Egipskie służby bezpieczeństwa

Ministerstwo Spraw Wewnętrznych ostrzegło manifestantów przed aresztowaniami. O inspirowanie niepokojów oskarżyło zdelegalizowane Bractwo Muzułmańskie, choć ugrupowanie to początkowo nie wyraziło oficjalnego poparcia dla protestów. O udział w nich zaapelował natomiast jeden z liderów opozycji, Muhammad el-Baradei. 26 stycznia 2011 minister spraw wewnętrznych zakazał wszelkich zgromadzeń i zagroził łamiącym ten zakaz konsekwencjami prawnymi.
Protesty były jednak kontynuowane 26 stycznia 2011. W Kairze do starć z policją doszło w kilku miejscach miasta. Około 3 tys. osób demonstrowało przed kompleksem budynków sądowych. Do protestów doszło również w pobliżu budynku Sądu Najwyższego, stacji metra Nasser, na placu Tahrir i przed siedzibą związku dziennikarzy. Służby do rozpędzania demonstrantów używały gazu łzawiącego i policyjnych pałek, doszło do licznych pobić i aresztowań. W wyniku starć w stolicy zginął funkcjonariusz policji oraz jeden uczestnik demonstracji. Około 200 osób demonstrowało na centralnym placu w Aleksandrii. W Suezie setki osób zgromadziło się przed budynkiem kostnicy, domagając się wydania ciała jednej z ofiar zamieszek z poprzedniego dnia. Doszło tam do starć z policją. Manifestanci podpalili także budynek rządowy oraz próbowali podpalić siedzibę rządzącej Partii Narodowo-Demokratycznej. Protesty wybuchły także w mieście Al-Mahalla al-Kubra oraz w muhafazie Kafr asz-Szajch oraz w muhazfazie Synaj Północny.
27 stycznia 2011 protesty trwały w Kairze, Suezie i Ismailii. W muhafazie Synaj Północny zastrzelony został jeden z demonstrantów. W Suezie podpalony został posterunek straży pożarnej i policji. Władze poinformowały o aresztowaniu ponad tysiąca uczestników wydarzeń. Do Kairu przybył z zagranicy Muhammad el-Baradei, lider opozycji i były szef MAEA. Wezwał rząd do zaprzestania stosowania przemocy wobec demonstrujących oraz wyraził gotowość do przewodzenia przejściowym władzom w przypadku ich powołania. Stwierdził, że nadszedł czas odejścia prezydenta Mubaraka. Oficjalne poparcie dla protestów wyraziło także Bractwo Muzułmańskie. W nocy aresztowano dziesiątki jego członków.

## Piątek Gniewu (28 stycznia)
Na 28 stycznia 2011 użytkownicy serwisu Facebook zwołali kolejne demonstracje przeciwko władzy prezydenta Husniego Mubaraka, określone jako „Piątek Gniewu” (Friday of Anger). Tuż po popołudniowych modlitwach, na ulice największych miast wyszli przeciwnicy rządzącego reżimu. Wcześniej władze całkowicie odcięły dostęp do sieci internetowej oraz sieci komórkowej. Do końca dnia demonstranci ścierali się ze służbami bezpieczeństwa, które używały przeciwko nim gazu łzawiącego, gumowych kul, armatek wodnych, ale też ostrej amunicji. Najostrzejszy przebieg antyrządowe wystąpienia przybrały w Kairze, gdzie na centralnym placu Tahrir demonstrowało kilkadziesiąt tysięcy osób. Protestujący usiłowali dostać się do budynku parlamentu, Ministerstwa Spraw Wewnętrznych oraz telewizji państwowej. Splądrowana, a następnie podpalona została siedziba rządzącej Partii Narodowo-Demokratycznej. W Aleksandrii demonstranci podpalili budynek władz lokalnych, w Suezie splądrowano siedzibę partii rządzącej (podobnie jak w Al-Mansurze). W Hurghadzie przed głównym meczetem demonstrowało około tysiąca osób. W protestach w Gizie wziął udział przybyły do Egiptu lider opozycji Mohamed ElBaradei, który wezwał prezydenta Husniego Mubaraka do ustąpienia. Został on potraktowany armatką wodną, po czym schronił się w pobliskim meczecie, a następnie został umieszczony w areszcie domowym. Demonstracje odbyły się także w Asuanie, Al-Minji, Asjucie i Ariszu oraz w Kafr asz-Szajch, Kom Ombo i Damieccie.
W kraju wprowadzono godzinę policyjną (od 18:00 do 7:00). Na ulice Kairu, Suezu i Aleksandrii wyprowadzone zostało wojsko, cieszące się w przeciwieństwie do policji zaufaniem i autorytetem wśród społeczeństwa. Katarska telewizja Al-Dżazira informowała, że w stolicy oddziały wojskowe starły się z policją. Ludność w większości pozytywnie reagowała na obecność armii. Dochodziło nawet do przypadków bratania się żołnierzy z protestującymi i wchodzeniu demonstrantów na wojskowe pojazdy i czołgi. W celu ochrony zbiorów Muzeum Egipskiego mieszkańcy otoczyli go „żywym łańcuchem”, później demonstrujących wsparły oddziały wojska.
Prezydent Mubarak późnym wieczorem po raz pierwszy od czasu wybuchu protestów zabrał publicznie głos i wygłosił telewizyjne orędzie do narodu. Zapowiedział zdymisjonowanie rządu premiera Ahmada Nazifa i powołanie nazajutrz nowego gabinetu. Oświadczył, że śledził przebieg wydarzeń oraz żądania protestujących, obiecał reformy polityczne, gospodarcze i społeczne. Wyraził żal z powodu ofiar po obu stronach. Dodał, że wolność od chaosu oddziela cienka linia. Oświadczenie prezydenta nie przyczyniło się złagodzenia nastrojów społecznych, pomimo obowiązywania godziny policyjnej protesty były dalej kontynuowane.
W wyniku wystąpień 28 stycznia zginęło kilkadziesiąt osób, a ponad tysiąc zostało rannych. Według Al-Dżaziry, w Kairze śmierć poniosły 22 osoby, w Aleksandrii – 23 osoby, a w Suezie – 27 osób. Według agencji Reuters w Kairze, Aleksandrii i Suezie zginęło razem 68 osób.

## Kontynuacja protestów

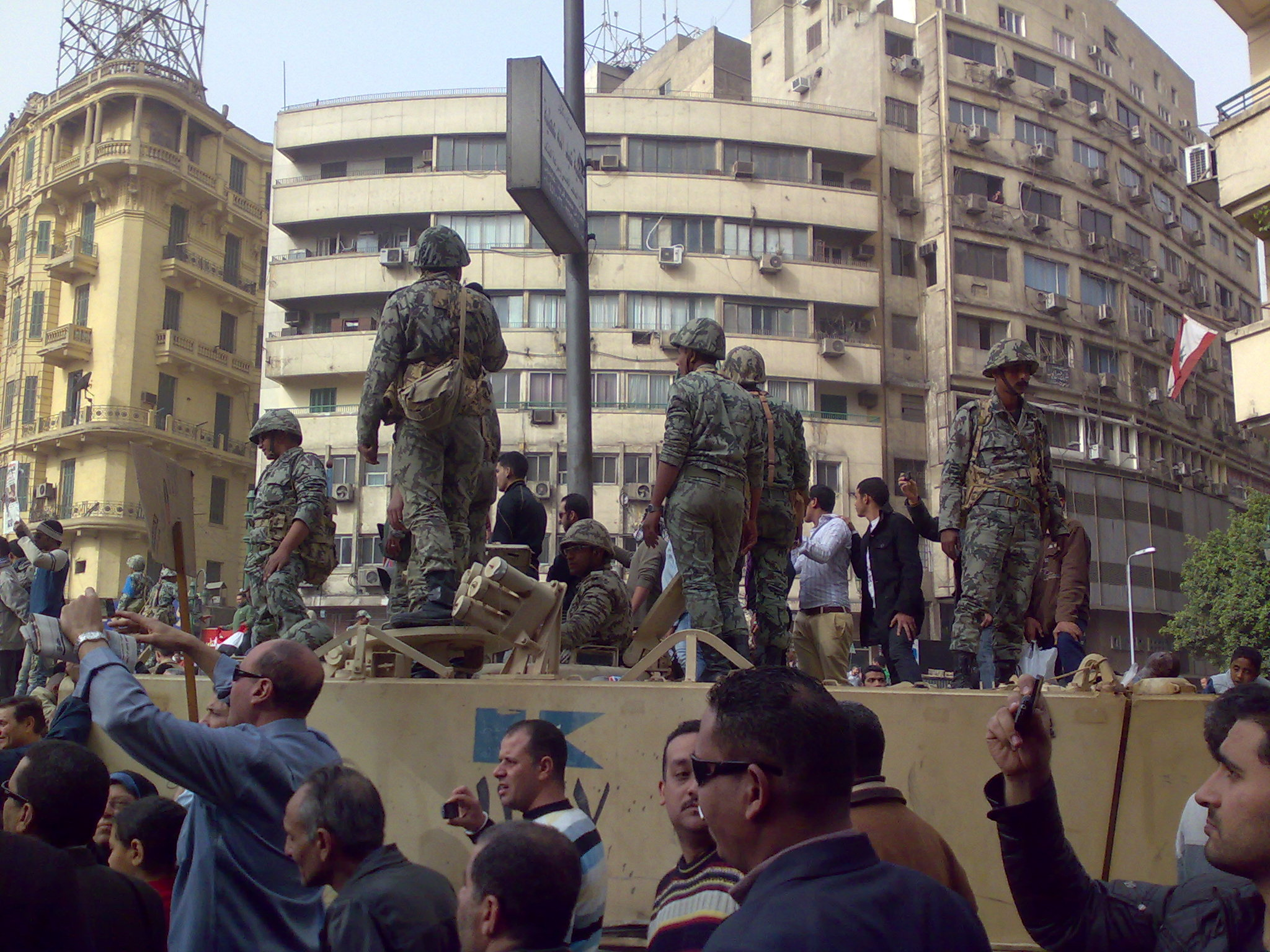
Armia na kairskim placu Majdan at-Tahrir, 29 stycznia 2011

### 29 stycznia
29 stycznia 2011 w głównych miastach kraju dalej dochodziło do protestów. Wojsko na ogół pokojowo reagowało wobec demonstrujących, unikając konfrontacji. W Kairze demonstrujący próbowali wedrzeć się do Ministerstwa Spraw Wewnętrznych, jednak zostali odparci przez policję, która z dachu budynku otworzyła w ich kierunku ogień. W wyniku ostrzału zginęło co najmniej troje cywilów. Demonstranci oblegali także budynek Banku Centralnego oraz podpalili siedzibę urzędu podatkowego. Na placu Majdan at-Tahrir demonstrowało ok. 50 tys. osób.
W miastach zaczęły grasować grupy szabrowników, rabujących własność państwową i prywatną: małe sklepy, supermarkety, centra handlowe i banki. Wojsko nie zdołało zapewnić bezpieczeństwa, niekiedy zupełnie nie reagowało na akty wandalizmu. Mieszkańcy samodzielnie organizowali się w grupy straży obywatelskiej, chroniąc swój dobytek. Wzrost przemocy został jeszcze spotęgowany ucieczką więźniów z zakładów karnych, m.in. w Kairze i mieście Fajum. W Muzeum Egipskim, pomimo ochrony budynku, zniszczono dwie mumie i inne eksponaty. Wojska zamknęły dostęp do piramid w Gizie. Zapowiedziano również zamknięcie od 30 stycznia egipskiej giełdy. Przywrócona została natomiast możliwość wykonywania połączeń telefonicznych za pośrednictwem urządzeń mobilnych, jednak dostęp do internetu był nadal niemożliwy.
Władze rozszerzyły obowiązywanie godziny policyjnej do godzin od 16:00 do 8:00, jednak nie spowodowało to ograniczenia protestów. Prezydent Mubarak, zgodnie z zapowiedzią, zdymisjonował dotychczasowy rząd Ahmeda Nazifa i na urząd premiera powołał Ahmada Szafika, byłego dowódcę sił powietrznych i ministra ds. lotnictwa cywilnego. Obsadził także stanowisko wiceprezydenta, które po trzydziestoletnim wakacie objął jego protegowany, szef wywiadu Umar Sulajman.
W wyniku protestów z 29 stycznia, według agencji Reuters zginęły 33 osoby, według agencji AFP – 23 osoby. Reuters informował, że 17 osób zginęło w mieście Bani Suwajf w czasie szturmu na posterunek policji, a 8 osób w czasie protestów ulicznych w pozostałych miastach. Dodatkowo 8 więźniów zginęło w czasie ucieczki z zakładu karnego Abu Zaabal w Kairze. W sumie łączna liczba ofiar śmiertelnych od początku zamieszek przekroczyła tego dnia 100 osób, a około 2 tys. osób było rannych.

### 30 stycznia

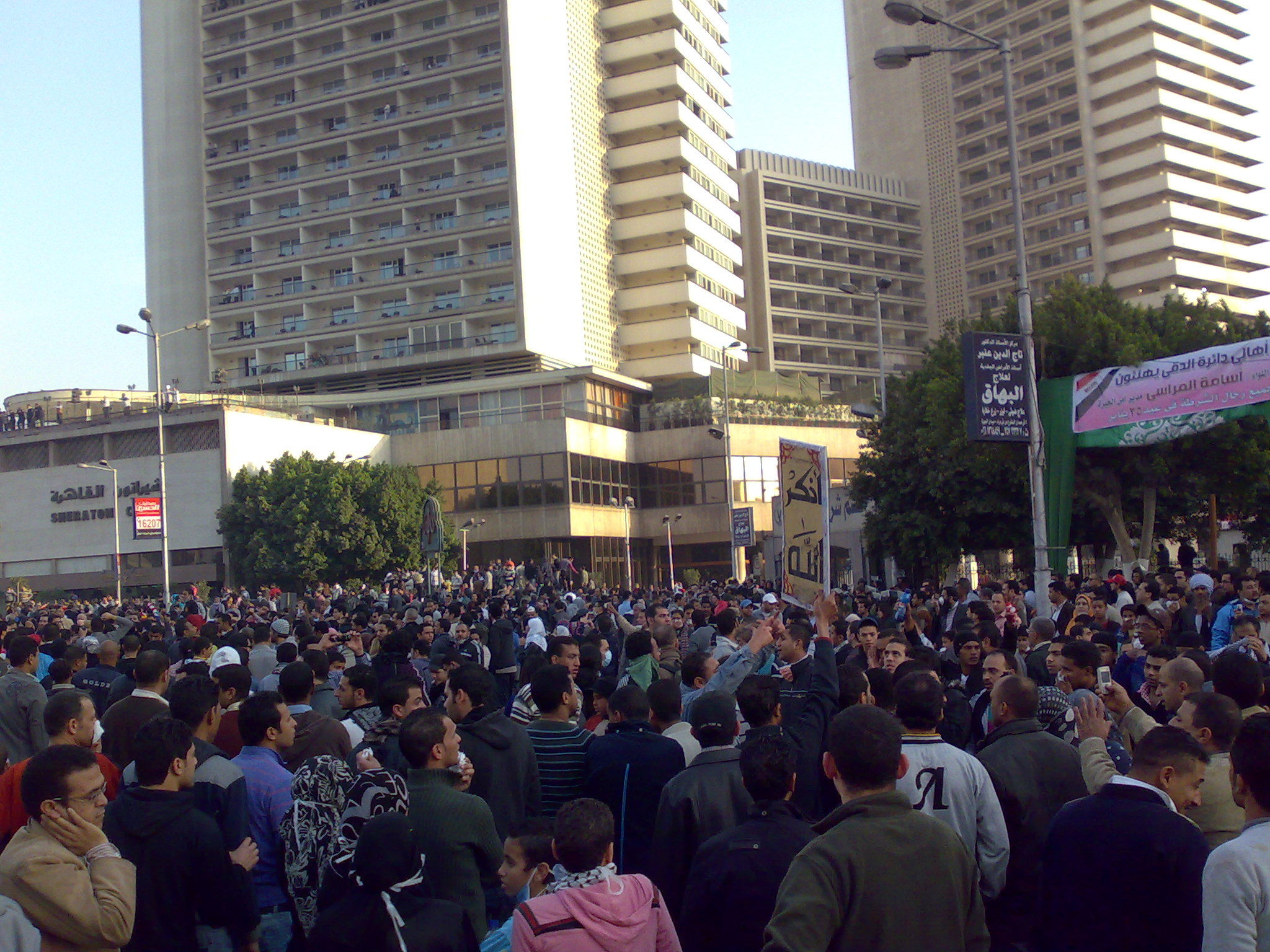
Protest w aglomeracji Kairu (na placu Galaa)

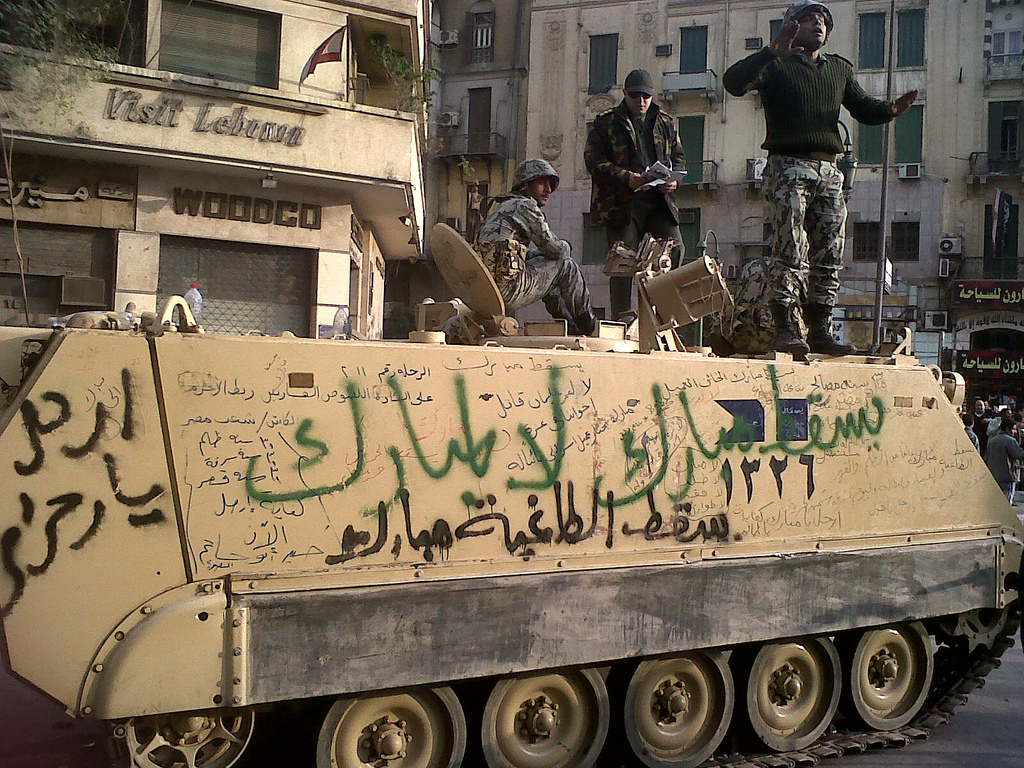
Graffiti na czołgach: „Precz z dyktatorem Mubarakiem!”

30 stycznia 2011 demonstracje były kontynuowane w największych miastach Egiptu, pomimo obwiązywania godziny policyjnej, która została przedłużona do godzin 15:00–8:00. W godzinach południowych tysiące ludzi ponownie zebrało się na centralnym stołecznym placu Majdan at-Tahrir. Nad placem przelatywały wojskowe odrzutowce i krążyły helikoptery. Po południu do demonstrujących dołączył lider opozycji Muhammad el-Baradei. W swoim przemówieniu stwierdził, że „to co zostało rozpoczęte, nie może zostać cofnięte”, a „zmiany nadejdą w ciągu najbliższych dni”. Oświadczył, że celem protestów jest „koniec reżimu i zapoczątkowanie nowej fazy, nowego Egiptu”. Kilka ugrupowań opozycyjnych we wspólnym oświadczeniu poparło Mohameda ElBaradeia i wezwało go do rozpoczęcia negocjacji na temat stworzenia przejściowego rządu. Stanowisko to poparło także Bractwo Muzułmańskie.
Prezydent Mubarak, wspólnie z wiceprezydentem Suleimanem i ministrem obrony Muhammadem Husajnem Tantawim, odbył spotkanie z dowódcami wojska w celu omówienia sytuacji w kraju i przywrócenia spokoju. 
W całym Egipcie dochodziło dalej do aktów grabieży i wandalizmu. Według relacji obywateli, część szabrowników stanowili funkcjonariusze policji, którzy w czasie protestów zrzucili mundury. Z więzień w różnych miejscach kraju uciekło kilka tysięcy osadzonych, m.in. z więzienia w Wadi an-Natrun, leżącego około 100 km na północ od Kairu. Do protestów tego dnia doszło m.in. w Damanhurze.

### 31 stycznia
W siódmym dniu protestów na ulice Kairu wyszło od ok. 50 tys. do 250 tys. demonstrantów. Oprócz stolicy wielotysięczne demonstracje odbyły się także w Aleksandrii, Suezie, Al-Mansurze i Damanhurze. Demonstrujący na stronie serwisu Facebook zapowiedzieli na 1 lutego 2011 organizację milionowego marszu w stolicy. Władze, w celu uniemożliwienia transportu do Kairu, zawiesiły połączenia kolejowe i lotnicze krajowego przewoźnika EgyptAir na czas obowiązywania godziny policyjnej (15:00-8:00). Wśród opozycji doszło do pierwszych różnic zdań. Bractwo Muzułmańskie wycofało wcześniejsze poparcie dla ElBaradeia jako ich przedstawiciela w ewentualnych negocjacjach na temat powołania przejściowych władz. Organizacja pozarządowa Human Rights Watch poinformowała, że według jej danych w zamieszkach w Egipcie zginęły co najmniej 174 osoby.
Prezydent Husni Mubarak ogłosił skład nowego rządu, w którym znalazło się większość dotychczasowych ministrów. Do zmiany doszło na stanowisku ministra spraw wewnętrznych, które opuścił niepopularny wśród protestujących generał Habib Ibrahim El Adly oraz stanowisku ministra finansów. Ministrowie spraw zagranicznych Ahmad Abu al-Ghajt oraz obrony Muhammad Husajn Tantawi zachowali urząd. Prezydent nakazał premierowi Szafikowi przeprowadzenie reform i podjęcie działań mających na celu stworzenie nowych miejsc pracy.
W godzinach popołudniowych, w oświadczeniu wyemitowanym w publicznej telewizji, przedstawiciele armii ogłosili, iż „uznają legalne prawa narodu egipskiego” oraz zobowiązały się do nieużywania siły przeciwko obywatelom. W międzyczasie wiceprezydent Omar Suleiman poinformował, że prezydent Mubarak zdecydował się na rozpoczęcie dialogu z wszystkimi partiami politycznymi na temat reformy konstytucyjnej. Ogłosił, iż w okręgach, w których w czasie wyborów parlamentarnych w listopadzie 2010 odnotowano nieprawidłowości, możliwe będzie przeprowadzenie ponownego głosowania. Zapowiedział również ogłoszenie dokładnego programu rządu w ramach walki z ubóstwem, bezrobociem i korupcją w ciągu kilku dni.

## Marsz Miliona (1 lutego)
1 lutego 2011 w Egipcie doszło do najliczniejszych wystąpień od czasu wybuchu protestów. W zorganizowanym w Kairze „Marszu Miliona” (March of One Million) uczestniczyło co najmniej milion osób. W sumie w demonstracjach w całym kraju brało natomiast udział nawet od 2 do 3-5 mln osób. Przeciwnicy prezydenta Mubaraka przez całą noc byli obecni na Midan Tahrir, rozbijając własne namioty. Przez cały dzień na plac przybywały rzesze mieszkańców. Początkowo organizatorzy akcji przewidywali wymarsz pod pałac prezydencki w stołecznym Heliopolis, jednak z obawy o zamknięcie placu Midan Tahrir po opuszczeniu go przez protestujących, marsz nie odbył się. Protest miał pokojowy przebieg, atmosfera wśród jego uczestników przybierała świąteczny i euforyczny charakter, wojsko nie interweniowało. Demonstranci palili podobizny Mubaraka, a na jednej z lamp ulicznych powieszono i spalono jego kukłę ozdobioną Gwiazdą Dawida. Do wielotysięcznych wystąpień doszło także w Aleksandrii, Suezie, Al-Mansurze, Asjucie, Damanhurze, Al-Mahalli al-Kubrze, Ariszu, Al-Minji, Luksorze, Port Said i Tancie. W Kairze po raz pierwszy odbyły się również kilkusetosobowe manifestacje poparcia dla prezydenta Mubaraka.
Mohamed ElBaradei wezwał prezydenta do ustąpienia, dając mu na to czas do piątku 4 lutego 2011. Na ten dzień, który określił jako „Piątek Odejścia” (Friday of Departure), zapowiedział organizację kolejnych masowych demonstracji. Opozycja zawiązała wspólną koalicję, Narodowy Komitet Podążania za Wolą Ludu, w skład którego weszło m.in. Bractwo Muzułmańskie, a także kierowane przez ElBaradeia – Krajowe Stowarzyszenie na rzecz Zmian oraz przedstawiciele społeczności koptyjskiej. Koalicja jako warunek podjęcia rozmów na temat reform i powołania nowych władz postawiła wcześniejszą dymisję prezydenta.
Wysoki komisarz Narodów Zjednoczonych do spraw praw człowieka Navanethem Pillay poinformowała, że według jej szacunków, w czasie protestów zginęło co najmniej 300 osób, a ponad 3 tys. zostało rannych. W wyniku sytuacji w Egipcie cena ropy naftowej przekroczyła 100 USD za baryłkę, pierwszy raz od października 2008.
Wieczorem prezydent Husni Mubarak wystąpił z telewizyjnym orędziem do narodu, w którym zapowiedział, że nie będzie ubiegał się o kolejną kadencję w wyborach prezydenckich zaplanowanych na wrzesień 2011. Poinformował, że do tego czasu zamierza pozostać na stanowisku w celu zagwarantowania „pokojowego przekazania władzy”. Oznajmił, że „nigdy nie pragnął władzy” i „nie zamierzał brać udziału w nadchodzących wyborach”. Wezwał parlament do zmiany art. 67 konstytucji w celu wprowadzenia limitu kadencji dla głowy państwa. Stwierdził, że początkowo cywilizowane protesty przerodziły się w przemoc „kontrolowaną przez różne siły polityczne”. Na koniec powiedział, że „z dumą służył Egiptowi i jego ludziom”, dodając, że „na ziemi tej żył, walczył, bronił jej i na niej umrze”. Zgromadzeni na głównym placu stolicy demonstranci negatywnie zareagowali na słowa prezydenta, wznosząc okrzyki nawołujące go do natychmiastowego ustąpienia z urzędu. Mohamed ElBaradei oznajmił, że zachowanie Mubaraka nie spełniło oczekiwań mieszkańców i określił je mianem „zagrywki” w celu utrzymania władzy. Po przemówieniu prezydenta na ulicach Aleksandrii doszło do starć jego przeciwników z grupą jego zwolenników.
Prezydent Stanów Zjednoczonych Barack Obama, odnosząc się do słów prezydenta Mubaraka, stwierdził, że „uporządkowana transformacja musi być znacząca, pokojowa i musi rozpocząć się natychmiast”.

## Starcia zwolenników i przeciwników prezydenta

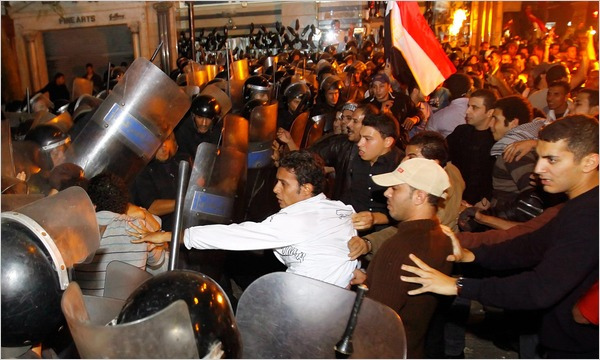
Starcia na ulicach Kairu, 2 lutego 2011

### 2 lutego
W nocy 2 lutego na placu Midan Tahrir pozostało ok. 2 tys. osób, sprzeciwiając się zachowaniu urzędu przez Mubaraka. W ciągu dnia doszło tam do gwałtownych starć pomiędzy jego przeciwnikami i zwolennikami. Zwolennicy prezydenta pierwszy raz od początku wybuchu protestów wyszli na ulice stolicy w tak znaczącej liczbie. Przemaszerowali przed plac Midan Tahrir, co spowodowało wybuch zamieszek. Część z nich wjechała na plac na koniach i wielbłądach, co nazwano później „wielbłądzią bitwą”. Popierali oni decyzję Mubaraka o niestartowaniu w przyszłych wyborach prezydenckich, uważali go za gwaranta stabilności kraju. Między dwiema grupami doszło do krwawych walk przy użyciu kamieni, płyt chodnikowych, kijów, butelek, koktajli Mołotowa. Wśród tłumu słychać było strzały z broni palnej, które według części relacji miała ostrzegawczo oddać w powietrze armia. Wojsko w większości wypadków jednak nie interweniowało, nie powstrzymywało zwolenników prezydenta przed wejściem na plac. Przedstawiciele wojska wezwali obywateli do powrotu do domów i „przywrócenia życia do normalności”. Według danych Ministerstwa Zdrowia, w wyniku starć zginęły 3 osoby, a ponad 1500 zostało rannych. Zdaniem opozycyjnego Krajowego Stowarzyszenia na rzecz Zmian zginęło co najmniej 15 demonstrantów. Do walk zwolenników i przeciwników Mubaraka doszło również w Aleksandrii.
Według relacji dziennikarskich protesty zwolenników prezydenta były dobrze zorganizowane. Demonstranci byli dowożeni w okolice placu Midan Tahrir specjalnymi autobusami i nieśli profesjonalnie wykonane plakaty z wizerunkami Mubaraka. Przedstawiciele opozycji i protestujący przeciwko rządom prezydenta, twierdzili, że zostali oni opłaceni przez władze. Ich zdaniem, pośród nich znajdowali się funkcjonariusze służb bezpieczeństwa i wielu członków prezydenckiej Partii Narodowo-Demokratycznej (NDP). Sekretarz generalny ONZ Ban Ki-moon potępił atak przeciwko pokojowym demonstrantom i stwierdził, że tolerowanie bądź sponsorowanie przemocy jest nie do zaakceptowania.
Władze 2 lutego 2011 zniosły blokadę sieci internetowej oraz skróciły godzinę policyjną (z godzin 15:00–8:00 do godzin 17:00–7:00). Publiczne media poinformowały o zawieszeniu prac parlamentu do czasu rewizji kontestowanych wyników wyborów parlamentarnych z 2010.

### 3 lutego
Walki między zwolennikami i przeciwnikami prezydenta Husniego Mubaraka trwały w Kairze przez całą noc 3 lutego i były kontynuowane za dnia. Zwolennicy prezydenta przez cały czas atakowali demonstrujących. Otaczali plac Midan Tahrir, blokując dostęp do niego w obu kierunkach. Wrogie obozy zostały rozdzielone przez wojsko strefą buforową o szerokości ok. 80 metrów. Obie grupy obrzucały się kamieniami, koktajlami Mołotowa i ostrymi przedmiotami. Na placu zorganizowane zostały prowizoryczne punkty medyczne udzielające pomocy rannym. Demonstranci zaczynali także odczuwać brak żywności. Według danych Ministerstwa Zdrowia w starciach od 2 lutego 2011 zginęło co najmniej 8 osób, a 890 zostało rannych. Źródła medyczne informowały o co najmniej 10 ofiarach śmiertelnych. Protestujący ujęli 120 zwolenników prezydenta. Zarekwirowali im dowody osobiste wskazujące na ich przynależność do policji lub partii rządzącej. Do starć między dwoma grupami doszło również w Aleksandrii, natomiast w Suzie i Ismailii odbyły się kilkutysięczne marsze antyprezydenckie.
Zwolennicy Mubaraka dopuszczali się w Kairze licznych ataków na zagranicznych dziennikarzy. Padali oni ofiarami pobić, zatrzymań i konfiskaty sprzętu. Tajna policja zatrzymała m.in. reporterów TVP, natomiast grecki dziennikarz został pchnięty nożem. Doszło do ataków na hotele, w których zamieszkiwali obcokrajowcy. Ataki na zagranicznych obywateli i przedstawicieli mediów spotkały się z potępieniem ze strony międzynarodowej. Przywódcy Francji, Wielkiej Brytanii, Niemiec, Włoch i Hiszpanii we wspólnym oświadczeniu potępili przemocy i wezwali władze do natychmiastowego rozpoczęcia politycznej transformacji i podjęcia reform.
W Szarm el-Szejk (w dzielnicy Old Market) odbyła się ok. 300-osobowa pokojowa demonstracja poparcia dla prezydenta Mubaraka.
3 lutego 2011 głos zabrali najważniejsi przedstawiciele egipskich władz. Premier Ahmad Szafik publicznie przeprosił za wybuch przemocy, który określił „fatalnym błędem”. Obiecał wszczęcie dochodzenia w sprawie jej przyczyn i ukaranie winnych. Wezwał demonstrujących do zakończenia protestów w celu wyjścia z kryzysu. Rząd jednocześnie zaprzeczył, jakoby miał jakikolwiek związek z wystąpieniami zwolenników prezydenta. Premier wskazał również na możliwość podjęcia negocjacji z siłami opozycyjnymi, jednakże zarówno Mohamed ElBaradei, jak i Bractwo Muzułmańskie jako warunek rozpoczęcia rozmów postawili zrzeczenie się władzy przez prezydenta Mubaraka.
Egipska prokuratura wydała natomiast zakaz opuszczania kraju wobec trzech byłych ministrów, w tym byłego ministra spraw wewnętrznych, Habiba al-Adly. Zablokowano im również dostęp do kont bankowych.
Wiceprezydent Egiptu Omar Suleiman w wygłoszonym orędziu potwierdził, że zarówno Husni Mubarak, jak i jego syn Gamal, nie wezmą udziału w przyszłych wyborach prezydenckich. Wezwał do zwolnienia wszystkich zatrzymanych demonstrantów, którzy nie byli powiązani z „aktami przestępczymi”. Zapowiedział reformy, zmianę konstytucji i podjęcie rozmów z opozycją. Zaapelował do demonstrantów o powrót do domów, jako że ich żądania zostały już spełnione. Wskazał przy tym na negatywne skutki protestów, w tym opuszczenie kraju przez tysiące zagranicznych turystów i straty dla tego sektora wynoszące miliard dolarów. Wieczorem prezydent Mubarak, w udzielonym wywiadzie, stwierdził, że jest „bardzo nieszczęśliwy” z powodu wybuchu przemocy i walk między Egipcjanami. Zaprzeczył powiązaniom jego administracji z wydarzeniami, o organizację których oskarżył Bractwo Muzułmańskie. Stwierdził, że nigdy nie chciał, by jego syn startował w wyborach. Oznajmił, że „ma już dość” władzy, jednak nie może ustąpić ze stanowiska, gdyż wówczas Egipt „pogrążyłby się w chaosie”. Zadeklarował, że „nigdy nie ucieknie i umrze na tej ziemi”.

### Dzień Odejścia (4 lutego)
Dowódcy wojskowi wygłosili do protestujących kairczyków apel o zaprzestaniu protestu. Biuro wykonawcze partii NDP podało się do dymisji, m.in. Gamal Mubarak oraz sekretarz generalny partii, Safwat el-Szerif, zastąpił go został Hossam Badrawi, członek liberalnego skrzydła NDP. Jednak Husni Mubarak pozostał nadal na swoim stanowisku.

### 5 lutego
Kolejny dzień apelu wojskowych o zaprzestanie blokowania kairskiego placu Tahrir nie przyniósł rezultatów. Według stacji CNN czołgi próbowały sforsować barykady na tym placu.

### Dzień Męczenników (6 lutego)
W Kairze po tygodniu ponownie otwarto banki, z których ludzie masowo zaczęli wypłacać swoje oszczędności. Funt egipski spadł do poziomu najniższego od pięciu lat. Wiceprezydent Omar Sulejman rozpoczął rozmowy z opozycją odmawiając przejęcia pełnienia obowiązków prezydenta.

### 10 lutego
Wieczorem w swoim orędziu, transmitowanym w telewizji i na ekranie na placu Tahrir, Mubarak oświadczył, że przekazuje część władzy wiceprezydentowi Suleimanowi, ale nadal formalnie pozostanie na urzędzie. Protestujący spodziewali się dymisji prezydenta, więc zaczęli wymachiwać butami w kierunku ekranu, na którym transmitowano orędzie prezydenta. Następnie tłum ruszył pod siedzibę telewizji państwowej, gdzie utworzył łańcuch.

## Ustąpienie prezydenta i dalsze wydarzenia

### 11 lutego
O godzinie 17 czasu polskiego wiceprezydent Omar Sulejman ogłosił, że prezydent Mubarak ustąpił ze stanowiska i wyjechał do Szarm-el-Szejk. Władzę w państwie przejęła powołana do życia na podstawie pełnomocnictwa prezydenta Mubaraka Najwyższa Rada Wojskowa, na której czele stanął minister obrony, marszałek Muhammad Husajn Tantawi. Jednak zgodnie z konstytucją Egiptu w wypadku opróżnienia urzędu prezydenckiego władzę do czasu wyboru nowego prezydenta winien pełnić przewodniczący Zgromadzenia Ludowego. Po ogłoszeniu informacji o ustąpieniu prezydenta Husniego Mubaraka mieszkańcy Egiptu masowo wyszli na ulice największych Egipskich miast: Kairu, Aleksandrii, Suezut. Ludzie gratulowali sobie nawzajem, szczęśliwi z powodu zwycięstwa rewolucji. Nieformalny lider opozycji Mohammed ElBaradei przyznał, iż to najlepszy dzień w jego życiu.

### Następne dni
Po ogłoszeniu informacji o ustąpieniu prezydenta Husniego Mubaraka, mieszkańcy Egiptu masowo wyszli 12 lutego na ulice największych egipskich miast: Kairu, Aleksandrii, Suezu. Ludzie gratulowali sobie nawzajem, szczęśliwi z powodu zwycięstwa rewolucji. Żołnierze, którzy otaczali plac kordonem, zaczęli sprzątać barykady i barierki ochronne. Uprzątnięto druty kolczaste oraz czołgi, które blokowały wjazd na plac oraz wraki samochodów, które zostały spalone podczas walk.
13 lutego Najwyższa Rada Wojskowa pomimo braku umocowania prawnego zdecydowała o rozwiązaniu parlamentu, zawieszeniu obowiązującej konstytucji i powołaniu komitetu, który opracuje nową ustawę zasadniczą. Obowiązująca konstytucja Egiptu przewiduje że w wypadku opróżnienia urzędu prezydenckiego wybory powszechne winny odbyć się w ciągu 90 dni.
14 lutego Najwyższa Rada Wojskowa zapowiedziała, że referendum konstytucyjne odbędzie się w ciągu dwóch miesięcy, a proponowane poprawki do konstytucji będą przygotowane w ciągu 10 dni. W rozmowach z brytyjskim ministrem spraw zagranicznych Williamem Hague premier Egiptu zapewnił, że w następnym tygodniu rząd zostanie zrekonstruowany i poszerzony o przedstawicieli opozycji.
Husni Mubarak trafił do szpitala i zapadł w śpiączkę. Wcześniej przebywał w swej rezydencji w Szarm el-Szejk.
16 lutego Egipskie Ministerstwo Zdrowia podało, że podczas rewolucji, życie straciło 365 osób, a 5500 zostało rannych.
Dziesiątki tysięcy Egipcjan zgromadziły się na placu Tahrir, wzywając armię do odwołania stanu wyjątkowego, zwolnienia więźniów politycznych i odsunięcia współpracowników Mubaraka od władzy.
25 lutego kilkadziesiąt tysięcy osób demonstrowało na stołecznym placu Midian Tahrir, wzywając władze armii, do odwołania stanu wyjątkowego, osunięcia od władzy starego rządu i zwolnienia więźniów politycznych. Wojsko stłumiło demonstrację kilka minut po północy 26 lutego. Przeciwko protestującym użyto pałek, paralizatorów, oddano strzały ostrzegawcze w powietrze.
26 lutego powołana przez Najwyższą Radę Wojskową komisja konstytucyjna zaproponowała pierwsze propozycje zmian w konstytucji Egiptu, m.in. ograniczenie sprawowania urzędu prezydenta państwa do dwóch czteroletnich kadencji, liberalizację wymagań dla kandydatów (poparcie 30 parlamentarzystów albo 30 tysięcy wyborów w połowie gubernatorstw albo nominację przez partię mającą przedstawiciela w parlamencie). Prezydent musiałby też wyznaczyć zastępcę w ciągu 60 dni od zaprzysiężenia. Proponowane zmiany w konstytucji Egiptu będą przedmiotem referendum, które ma się odbyć w ciągu dwóch miesięcy od obalenia Mubaraka.
28 lutego Prokuratura w Egipcie wydała zakaz wyjazdu z Egiptu obalonemu prezydentowi. Husni Mubarak nie może opuścić Egiptu na czas toczącego się przeciwko niemu śledztwa. Prokuratura zamroziła ponadto środki finansowe Mubaraka w Egipcie.
3 marca Rada Najwyższa Sił Zbrojnych zdecydowała się przyjąć rezygnację premiera Ahmeda Szafika, którego dymisji domagała się opozycja i powierzyć funkcję premiera dotychczasowemu ministrowi transportu, Isamowi Szarafowi. 6 marca poinformowano o kandydaturach do niektórych resortów w ramach usuwania z władz ludzi powiązanych blisko ze środowiskiem obalonego prezydenta Mubaraka. Na stanowisko szefa MSZ wyznaczono Nabila al-Arabiego, byłego sędziego Międzynarodowego Trybunału Sprawiedliwości i ambasadora przy ONZ. Na ministra spraw wewnętrznych wskazano generała Mansura al-Essawiego.
19 marca odbyło się referendum konstytucyjne ws. zmian w ustawie zasadniczej zaproponowanych przez komisję powołaną przez rządzącą juntę wojskową. Następnego dnia komisja wyborcza poinformowała, że 77% głosujących poparło zmiany w konstytucji przy frekwencji 41%. Wybory parlamentarne zaplanowano na wrzesień.
23 marca komisja ds. zbadania aktów przemocy podczas demonstracji z lutego 2011 roku postawiła prezydentowi Mubarakowi oraz ministrowi spraw wewnętrznych Habibowi al-Adli zarzuty umyślnego zabójstwa manifestantów i przekazała swoje zarzuty prokuraturze. Według niej Mubarak, jako szef rządu, był odpowiedzialny za śmierć protestujących.
3 kwietnia Husni Mubarak opuścił rezydencję w Szarm el-Szejk i odleciał do Niemiec.

### Wystąpienia przeciwko Najwyższej Radzie Wojskowej i śledztwo ws. rewolucji
8 kwietnia na Placu Tahrir odbywały się demonstracje opozycji niezadowolonej z powolności przemian politycznych, łagodnego traktowania ludzi związanych z rządem Mubaraka oraz faktem, że przywódca junty wojskowej, Mohammed Husejn Tantawi, przez wiele lat był związany z Mubarakiem. 9 kwietnia w wyniku ataku wojska na demonstrantów śmierć poniosły 2 osoby, a 15 odniosło rany.
19 kwietnia komisja śledcza powołana przez egipski rząd podała oficjalnie, że podczas rewolucji zginęło 846 osób. Raport komisji obciąża Mubaraka ostateczną odpowiedzialnością za ofiary w ludziach. Minister spraw wewnętrznych Habib el-Adly wydał rozkazy otwarcia ognia do demonstrantów. Raport sporządzono na podstawie zeznań przedstawicieli władz i świadków wydarzeń, a także filmy i zdjęcia pochodzące od osób obecnych na demonstracjach.

### Proces Husniego Mubaraka
3 sierpnia przed kairskim sądem wojskowym stanął Husni Mubarak wraz z synami Alą, Dżamalem, byłym szef MSW Habibem el-Adlim oraz sześcioma wysokich rangą funkcjonariuszy policji. Mubarak na salę rozpraw został wniesiony na noszach. Wszyscy oskarżeni byli ubrani na biało i umieszczeni w metalowej klatce. Oskarżeni byli sądzeni w związku ze śmiercią setek demonstrantów. Synowie obalonego prezydenta zostali oskarżeni o korupcję. Delikwenci nie przyznali się do stawianych im zarzutów. Tuż przed protestem w Kairze doszło do walk przeciwników i zwolenników obalonego prezydenta. Zginęła jedna osoba, a 15 zostało rannych.
15 sierpnia odbyła się druga rozprawa Husniego Mubaraka i jego towarzyszy. Oskarżeni ponownie zostali umieszczeni w metalowej klatce, a obalony prezydent leżał na noszach. Kolejną rozprawę zaplanowano na 5 września.
2 czerwca 2012 Mubarak został skazany na dożywocie.

## Egipt na drodze transformacji politycznej

### Niepokoje związane z wyborami parlamentarnymi
Na 10 dni przed zaplanowanymi wyborami parlamentarnymi, które miały się odbyć 28 listopada 2011, na Placu Tahrir w Kairze zebrało się ponad 50 tys. demonstrantów pod przewodnictwem islamskiego Bractwa Muzułmanów. W manifestacjach udział wzięło ponad 39 partii politycznych i ugrupowań. Domagali się oni od wojskowych przekazania władzy w ręce cywilne. Protestowali także przeciwko planom konstytucji, według której po wyborze nowego prezydenta, armia będzie miała wpływ na kwestie polityki wewnętrznej, budżetu oraz być wyłączeni spod cywilnej kontroli. Konstytucja ta de facto utrzymała by wojskowych przy władzy po transformacji. Ponadto domagali się rozpisania wyborów prezydenckich najpóźniej do kwietnia 2012. Niezadowoleni chcieli także zastąpienie gabinetu wojskowych rządem ocalenia narodowego oraz wszczęcia śledztwa w sprawie lutowych zamieszek na Tahrir i osądzenie winnych śmierci demonstrantów.
Dzień później, 19 listopada koczujący na Placu Tahrir rozbili namioty. Inicjatywę w demonstracji przejęli młodzi aktywiści. Ruch 6 Kwietnia, zapowiedział, że pozostanie na Placu Tahrir i będą też demonstrować w innych miastach Egiptu, dopóki ich żądania nie zostaną spełnione. Do wystąpień doszło również w Aleksandrii. Policja chciała rozproszyć demonstracje. Użyto gumowych kul i gazu łzawiącego. Zginęły dwie osoby, a 676 zostało rannych podczas starć demonstrantów z policją.
20 listopada na Placu Tahrir zgromadziło się ok. 5 tys. demonstrantów. Manifestujący cały dzień ludzie zostali po zmroku wyparci z Placu przez policję i wojsko. Siły bezpieczeństwa podpaliły namioty i transparenty. Początkowo demonstranci uciekli z Placu przez siłami bezpieczeństwa, jednak wkrótce przegrupowały się i wkroczyły na plac od strony południowej. Następnie protestujący i policja zaczęli obrzucać się kamieniami. Demonstranci w okolicy budynków rządowych wznieśli barykadę. Do protestów doszło także w Suezie, w mieście Arisz na Synaju oraz w Aleksandrii i Asjut na południu kraju. W walkach zginęło 33 osoby, a aż 1700 odniosło rany.
21 listopada demonstracje odbywały się w wielu miastach Egiptu. Największa manifestacja rozegrała się ponownie na Placu Tahrir. Obecnych było tam 20 tys. demonstrantów. 5 tys. osób wystąpiło w Aleksandrii, a 4 tys. w Ismaili, gdzie doszło do starć ze służbami bezpieczeństwa. W wyniku niepokojów w kraju do dymisji podał się rząd pod przewodnictwem premiera Isama Szarafa. Jednak Najwyższa Rada Wojskowa odrzuciła tę rezygnację.

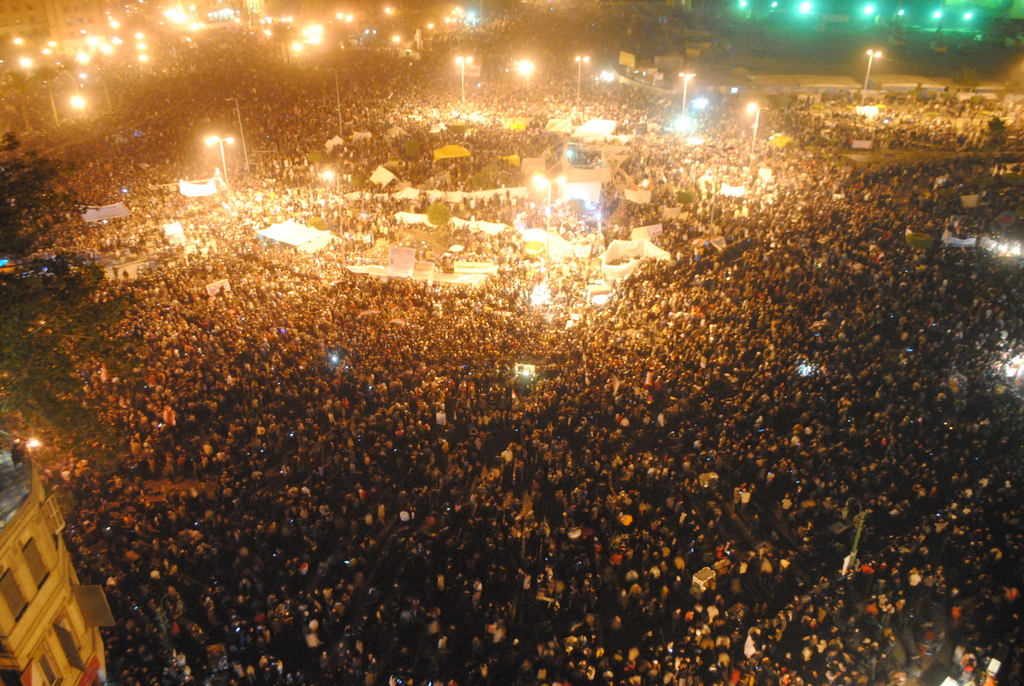
Demonstracja na Placu Tahrir w Kairze 22 listopada 2011

22 listopada Bractwo Muzułmańskie, które zainicjowało listopadowe zamieszki, poinformowało, iż zamierza przystąpić do dialogu z Radą Wojskową. Partia Wolności i Sprawiedliwości wezwała Najwyższą Radę Wojskową o pociągnięcie do odpowiedzialności osób, które popełniły zbrodnie oraz o zaprzestanie przelewu krwi na ulicach. Tymczasem według raportu Amnesty International, Rada Wojskowa nie wywiązała się z obietnic i w jeszcze większym stopniu w Egipcie naruszano prawa człowieka, niż za rządów Mubaraka. W wyniku gwałtownych zamieszek wojskowi zgodzili się wyznaczyć przyśpieszoną datę wyborów prezydenckich. Potwierdził to w przemówieniu telewizyjny przewodniczący Najwyższej Rady Wojskowej Mohamed Hussajn Tantawi. Ogłosił, iż władze są gotowe przeprowadzić referendum w sprawie natychmiastowego przekazania władzy cywilom. Zapowiedział przeprowadzenie wyborów prezydenckich w czerwcu 2012. Dotychczas wojskowi planowali organizację elekcji na przełomie 2012/2013.
Mimo obietnic wojska, 23 listopada tysiące ludzi nadal okupowało Plac Tahrir, domagając się natychmiastowego oddania władzy cywilom. W bocznych uliczkach nadal trwały starcia demonstrantów z siłami bezpieczeństwa. Do zamieszek doszło przed gmachem budynku ministerstwa spraw wewnętrznych. Na ulicach interweniującą policję zastąpiło wojsko, które cieszy się w społeczeństwie większym szacunkiem. Wiceszef Najwyższej Rady Wojskowej Sami Enan wyraził gotowość spotkania się z młodymi animatorami protestów. Liczba zabitych w listopadowych zamieszkach wzrosła do 38. Tego dnia jeden mężczyzna został zabity w Aleksandrii, a drugi poniósł śmierć w trakcie ataku na komisariat policji w mieście Mersa Matruh. Podczas zamieszek policjanci zatrzymywali dziennikarzy i przesłuchiwali ich w areszcie. Jedna z amerykańskich dziennikarek twierdziła, iż była molestowana seksualnie. Dwa dni później francuska dziennikarka oskarżyło o to samo egipskie służby bezpieczeństwa.
24 listopada mimo trwających wówczas masowych demonstracji Najwyższa Rada Wojskowa podała, iż wybory parlamentarne rozpoczną się zgodnie z planem. Rada odmówiła jednocześnie natychmiastowego oddania władzy. Ponadto zwróciła się do byłego premiera Kamala Ganzuriego z prośbą o sformowanie nowego rządu. Ganzuri przyjął na propozycję. Decyzja ta została przyjęta z oburzeniem przez demonstrujących, gdyż Ganzuri był już premierem podczas rządów Mubaraka.
25 listopada demonstranci zwołali manifestację pod nazwą Piątek ostatniej szansy. Tłumy ponownie domagali się odejścia od władzy wojskowych. Wśród demonstrantów pojawił się Muhammad el-Baradei, który wspierał lutową rewolucję. Ponadto Stany Zjednoczone wezwały do jak najszybszego przekazania władzy przez wojsko cywilom. W ciągu tygodnia zamieszek zginęły 42 osoby, z czego 36 w Kairze.
Wybory parlamentarne według egipskiej ordynacji wyborczej odbywały się w kilku turach. 28 listopada 2011 rozpoczęła się I faza wyborów do niższej izby parlamentu, które trwały do 10 stycznia 2012. 40 mln uprawnionych do głosowania obywateli wybierało 498 deputowanych do Zgromadzenia Ludowego. Pozostałych dziesięciu z 498 osobowego parlamentu (gdyż niższa izba parlamentu liczyła 508 deputowanych) mianował przewodniczący Rady Wojskowej Mohammed Husajn Tantawi. 27 muhafaz Egiptu podzielono na trzy okręgi, w których stopniowo będą odbywały się po dwie tury wyborów. Na początku do urn poszli mieszkańcy Kairu i Aleksandrii. Druga tura rozpoczęła się 5 grudnia 2011. 14 grudnia 2011 do głosowania przystąpili mieszkańcy Suezu i Asuanu, a od 3 stycznia 2012 Synaju i regionu delty Nilu. Z kolei wybory senatorów do Rady Konsultatywnej odbyły się w dniach od 29 stycznia 2012 do 11 marca 2012. Egipska ordynacja wyborcza przewidywała głosowanie w okręgach jednomandatowych (jedna trzecia miejsc w nowym parlamencie) oraz głosowanie według ordynacji proporcjonalnej (dwie trzecie miejsc w nowym parlamencie).
W drugi dzień wyborów doszło do starć na Placu Tahrir w stolicy. Demonstranci pozostający w Kairze zostali obrzucani koktajlami Mołotowa i kamienieniami. Padły również strzały. Rannych zostało 80 osób, z których 27 trafiło do szpitala. Frekwencja pierwszej tury wyborów wyniosła 62%. Po głosowaniu w pierwszych okręgach prowadziło islamskie Bractwo Muzułmańskie, które założyło Partię Wolności i Sprawiedliwości z wynikiem 37%. Skrajnie konserwatywny islamski ruch Al-Nur Salafi, otrzymał 24,4% głosów. Trzeci był blok ugrupowań liberalnych, które zdobyło 13,3 procentowe poparcie.
W dniach 5–6 grudnia w 27 muhafazach odbyła się druga część wyborów I tury do niższej izby parlamentu. 7 grudnia wojskowi wydali dekret w którym przekazali premierowi Kamalowi Ganzuri’emu część uprawnień prezydenta. Najwyższa Rada Wojskowa zachowała kontrolę nad siłami zbrojnymi i sądownictwem. W składzie nowego gabinetu zaprzysiężonego premiera znaleźli się zarówno członkowie wcześniejszego gabinetu, jak i nowo powołani ministrowie.
W dniach 14–15 grudnia przeprowadzono drugą rundę wyborów parlamentarnych. 16 grudnia wznowiono zamieszki w Kairze. Nowa seria zamieszek została podyktowana żądaniami natychmiastowego ustąpienia szefa Najwyższej Rady Wojskowej. Społeczeństwo nie zgadzało się też z wyborem nowego premiera. Demonstranci zgromadzili się przed siedzibą gabinetu i parlamentem. Wówczas zostali zaatakowani przez wojsko. Mundurowi rzucali w ludzi z dachu kawałki betonu i szkłem. Demonstrantów okładano pałkami. Manifestujący rzucali koktajlami Mołotowa i kamieniami w funkcjonariuszy sił bezpieczeństwa, a także podpalili budynek parlamentu. W starciach zginęło 8 osób, a 300 zostało rannych. Niepokoje na Placu Tahrir miały miejsce także dnia kolejnego. Rozgniewany tłum podpalił Instytut Egipski. Natomiast 18 grudnia zabito 10 osób, a 441 zostało rannych. Do walk doszło po tym jak jeden z demonstrantów został brutalnie pobity przez żołnierzy. Protestujący i żołnierze obrzucają się kamieniami i kawałkami metalu.
Zwycięstwo w wyborach parlamentarnych odniosła Partia Wolności i Sprawiedliwości wywodząca się z Bractwa Muzułmańskiego. Tym samym islamiści zdominowali egipski parlament. Jednak 16 czerwca 2012 Najwyższa Rada Sił Zbrojnych w wydanym dekrecie oficjalnie rozwiązała Zgromadzenie Ludowe, gdyż Sąd Najwyższy podjął decyzję o unieważnieniu wyborów parlamentarnych i przeprowadzeniu nowego głosowania, gdyż odbyło się one w sprzeczności z konstytucją.
Za rządów Najwyższej Rady Wojskowej toczył się proces Husni Mubaraka oraz jego synów Ali i Dżamala. Proces, który rozpoczął się 3 sierpnia 2011, zakończył się 2 czerwca 2012 wyrokiem kairskiego sądu. Mubarak został skazany na karę dożywotniego więzienia za współudział w śmierci kilkuset demonstrantów.

### Kryzys polityczny w Egipcie 2012-2014
Oprócz tego pierwsza połowa 2012 stała pod znakiem kampanii wyborczej. Początkowo zaplanowane wybory na kwiecień, zostały przesunięte na maj i czerwiec 2012, co także wywołało demonstracje, gdyż lud domagał się jak najszybszego transferu władzy. W większości sondaży przed wyborczych prowadził niezależny kandydat Amr Musa. Jednak związku ze zdominowaniem parlamentu przez Bractwo Muzułmańskie, komentatorzy spodziewali się dobrego wyniku Mohameda Mursiego (Partia Wolności i Sprawiedliwości) wywodzącego się i rekomendowanego przez Braci Muzułmańskich.
Pierwsza tura wyborów odbyła się w dniach 23–24 maja 2012. Zwyciężył w niej Mursi (24.78%), wyprzedzając nieznacznie niezależnego kandydata Ahmada Szafika (23,66%), byłym premierem z czasów Mubaraka uważanym za człowieka dawnego reżimu. Amr Musa przepadł na piątym miejscu z wynikiem 11,13%. W drugiej turze głosowania w dniach 16-17 czerwca 2012 Mursi pokonał Szafika, uzyskawszy 51,73%% głosów. Muhammad Mursi został zaprzysiężony na prezydenta 30 czerwca 2012. Był to pierwszy wybranie demokratyczny prezydent w historii Egiptu
.
25 czerwca 2012 do dymisji podał się rząd premiera Kamala Ganzuriego w celu umożliwienia powołania nowego gabinetu. 24 lipca 2012 Mursi desygnował na urząd premiera Hiszama Kandila, dotychczasowego ministra zasobów wodnych, który objął urząd 2 sierpnia 2012. 12 sierpnia 2012 prezydent w wydanym dekrecie ogłosił przejście na wojskową emeryturę przez szefa sztabu generalnego oraz marszałka Tantawiego, który utracił również stanowisko ministra obrony. Jednocześnie anulował wydaną w czerwcu 2012 przez radę wojskową deklaracją konstytucyjną ograniczającą uprawnienia szefa państwa.
22 listopada 2012 Muhammad Mursi wydał dekrety, które rozszerzyły jego prerogatywy, co w ocenie egipskiej opozycji groziło przeprowadzeniu demokratycznych przemian w państwie. Z dekretów wynikało, że do czasu opracowania nowej egipskiej konstytucji, żaden organ w tym Sąd Najwyższy, nie może ograniczyć jego decyzji. Kolejne dekrety dawały zielone światło na powtórne procesy wysokich urzędników z czasów rządów Mubaraka, zakazywały rozwiązywania Zgromadzenia Narodowego do czasu opracowania ustawy zasadniczej. Mursi nadał sobie prawo do „podejmowania decyzji, które chroniłyby rewolucję”, zdymisjonował też prokuratora generalnego Abdela Magida Mahmuda, a na stanowisko mianował Talata Abdullaha. Dekrety miały obowiązywać aż do czasu opracowania nowej ustawy zasadniczej i wyłonienia parlamentu w kolejnych wyborach. Decyzje prezydenta spotkały się z krytyką opozycji i wywołały nową falę protestów w Egipcie.
Mursi ostatecznie został obalony 3 lipca 2013 w wyniku wojskowego zamachu stanu. Skutkiem tego było uchylenie islamistycznej konstytucji z 25 grudnia 2012 oraz przejęcie władzy przez juntę wojskową pod wodzą gen. as-Sisiego, która jako tymczasowego prezydenta obsadziła Adliego Mansura. Okres ten charakteryzował się chaosem w państwie, otwartym konfliktem między zwolennikami i przeciwnikami obalonego Muhammada Mursiego oraz Bractwa Muzułmańskiego. Doprowadziło to m.in. do masakry w Kairze z sierpnia 2013 i przemocy w całym kraju oraz represjami wobec członków Bractwa Muzułmańskiego, które uznano za organizację terrorystyczną.

## Internet i media

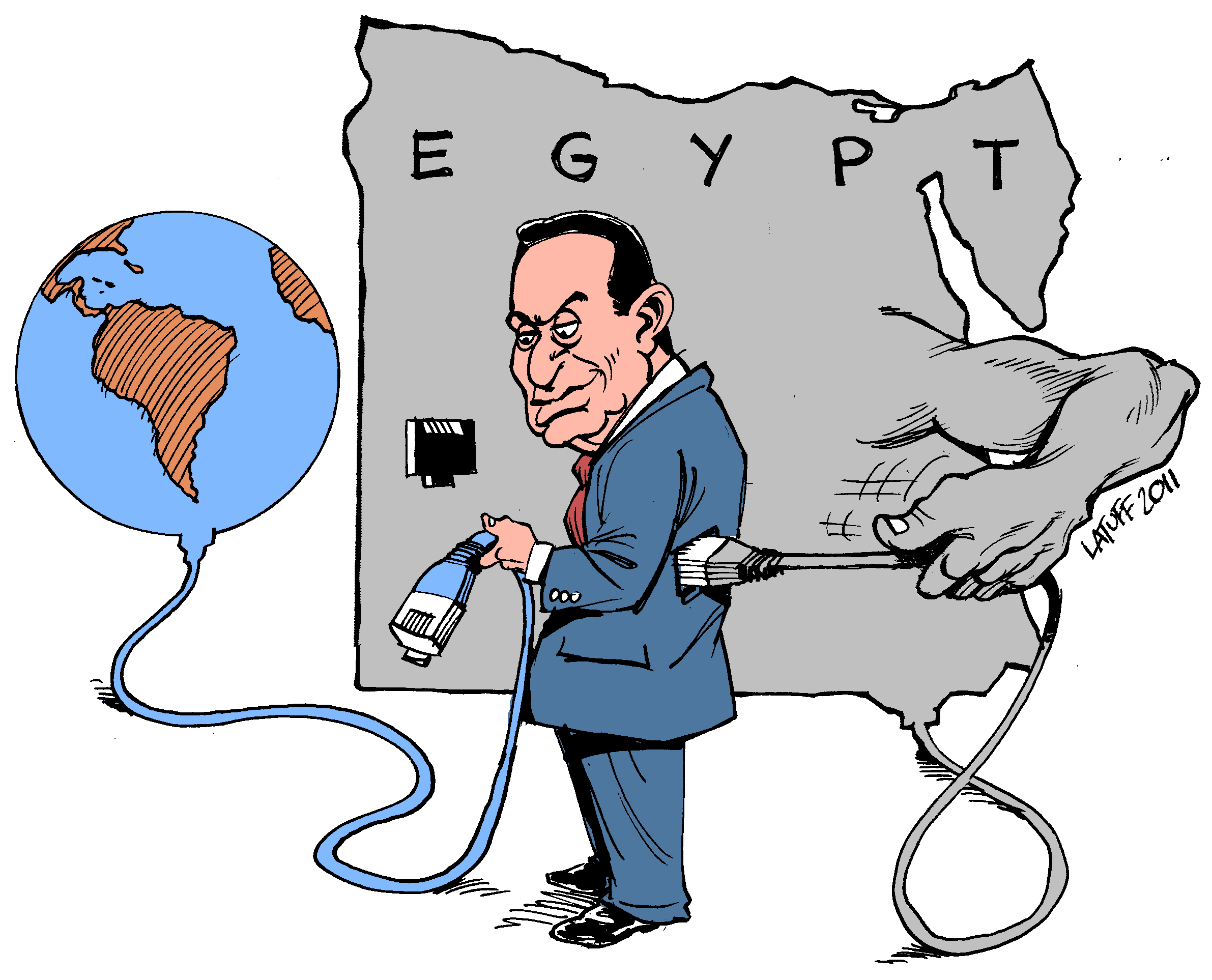
Karykatura polityczna: „Mubarak odłącza internet, Egipt odłącza Mubaraka”, Carlos Latuff

Ważną rolę w czasie egipskich protestów odegrał internet, do którego miało dostęp ok. 20% spośród 80 mln mieszkańców kraju. Umożliwił on przede wszystkim przygotowanie akcji „Dnia Gniewu”. Już 25 stycznia 2011 władze zablokowały dostęp do części stron internetowych zapewniających koordynację wystąpień, informowanie o ich przebiegu i dzielenie się plikami audiowizualnymi. Zablokowany został m.in. mikroblog Twitter oraz serwis Bambuser, umożliwiający zamieszczanie nagrań z telefonów komórkowych. 26 stycznia 2011 władze zablokowały dostęp do serwisu społecznościowego Facebook. Egipski rząd zaprzeczył jednakże stosowaniu ograniczeń w internecie, twierdząc, że szanuje prawa do wyrażania opinii i wolności słowa.
26 stycznia 2011 hakerzy z grupy „Anonymous” zablokowali dostęp do oficjalnej strony egipskiego Ministerstwa Spraw Wewnętrznych, wyrażając w ten sposób wsparcie dla wydarzeń w tym kraju.
Przed północą 27 stycznia 2011 władze całkowicie zablokowały dostęp do sieci internetowej. Ponadto zawieszone zostały usługi wszystkich czterech operatorów sieci komórkowych, tj. Link Egypt, Vodafone/Raya, Telecom Egipt/Mobinil oraz Etisalat Misr. W opublikowanym oświadczeniu Vodafone Egypt informował, że władze nakazały wszystkim operatorom zawieszenie usług w wybranych obszarach, a zgodnie z egipskim prawem firmy są zobligowane do podporządkowania się takim rozporządzeniom. 29 stycznia 2011 możliwość wykonywania połączeń telefonicznych została przywrócona, jednak dostęp do sieci internetowej pozostawał dalej niemożliwy.

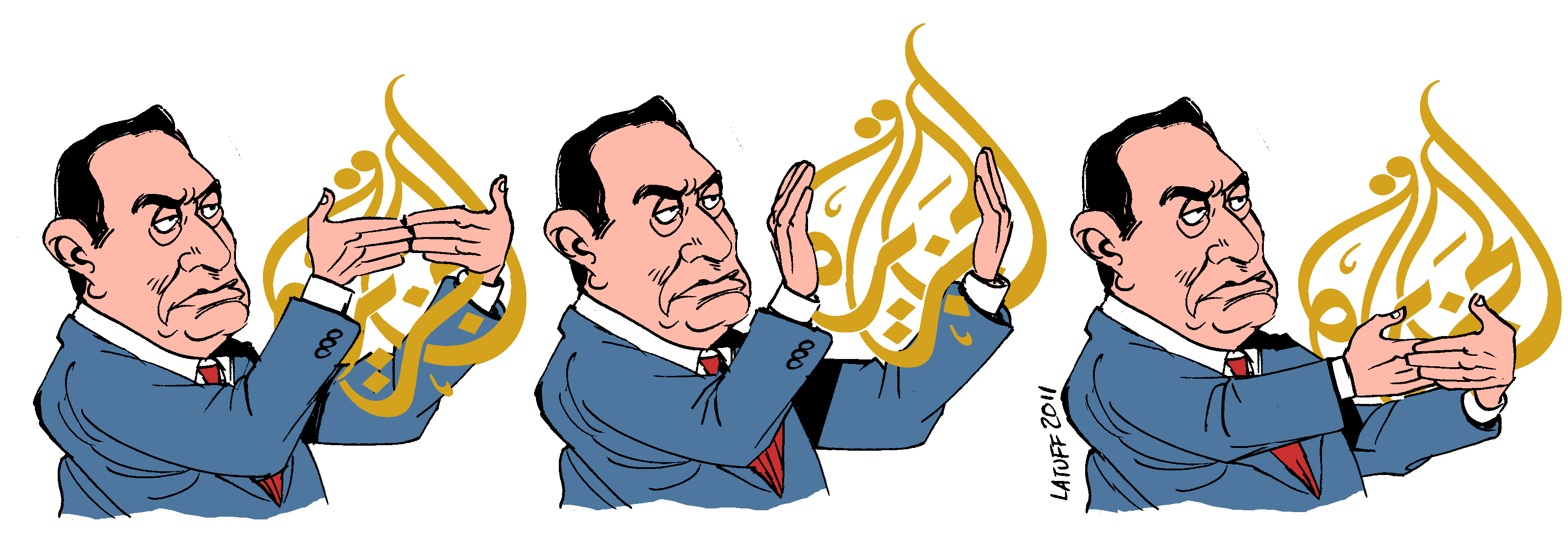
Karykatura: „Mubarak cenzuruje Al-Dżazirę”

30 stycznia 2011 władze zakazały nadawania na terenie całego kraju katarskiej telewizji Al-Dżazira, relacjonującej na bieżąco wydarzenia w Egipcie i cofnęły akredytacje dla jej dziennikarzy. Transmisja sygnału tej stacji telewizyjnej za pośrednictwem egipskiej satelity została wstrzymana. 31 stycznia 2011 aresztowanych zostało 6 dziennikarzy Al-Dżaziry (później zwolnionych), zarekwirowano im także sprzęt.
1 lutego 2011 Google oraz Twitter uruchomili specjalny system umożliwiający obejście blokady internetu i zamieszczanie informacji na tym drugim serwisie poprzez międzynarodowe numery telefoniczne. 2 lutego 2011 władze zakończyły blokadę internetu i umożliwiły świadczenie usług operatorom.
3 lutego 2011 operator telefonii komórkowej Vodafone poinformował, że został zmuszony przez władze do wysyłania swoim abonentom wiadomości tekstowych z prorządowymi treściami w ramach obowiązujących przepisów stanu wyjątkowego. W wiadomościach tych znajdowały się m.in. informacje o czasie i miejscu organizacji prorządowych manifestacji. Sieć zaprotestowała przeciwko takiemu działaniu, uznając je za niedopuszczalne. OECD poinformowała natomiast, że blokada internetu kosztowała egipską gospodarkę 18 mln USD dolarów dziennie, co w sumie spowodowało straty rzędu 90 mln USD. Według organizacji innym jej następstwem mogło być zachwianie zaufania zagranicznych inwestorów.

## Reakcja międzynarodowa

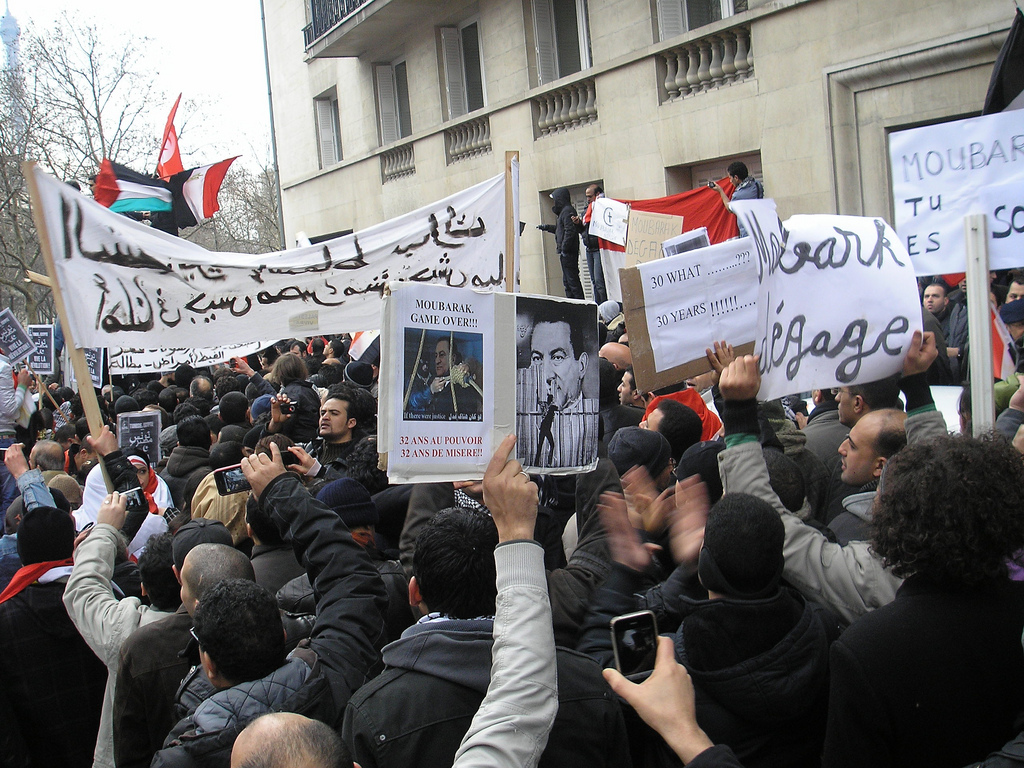
Protest przed egipską ambasadą we Francji

25 stycznia 2011 sekretarz stanu Stanów Zjednoczonych Hillary Clinton stwierdziła, że administracja USA popiera „fundamentalne prawo wolności wypowiedzi i zgromadzeń”. Wezwała wszystkie strony do zachowania powściągliwości. Wyraziła przekonanie, że rząd Egiptu jest „stabilny” i „znajdzie sposób, by odpowiedzieć na uzasadnione potrzeby i interesy narodu egipskiego”. Biały Dom w wydanym później oświadczeniu stwierdzał, że egipskie władze „mają ważną okazję do reakcji na aspiracje narodu” i powinny „rozpocząć reformy polityczne, gospodarcze i społeczne, które mogą podnieść jakość życia i pomóc egipskiemu dobrobytowi”. Amerykańska administracja wyraziła gotowość do współpracy z Egiptem dla realizacji tych celów.
Wysoka Przedstawiciel ds. Zagranicznych i Bezpieczeństwa Unii Europejskiej Catherine Ashton 27 stycznia 2011 wezwała władze Egiptu do „pełnego poszanowania i ochrony praw obywateli do manifestacji politycznych aspiracji na drodze pokojowych demonstracji”. Wyraziła ubolewanie z powodu śmierci demonstrujących i zaniepokojenie wysoką liczbą rannych i zatrzymanych, apelując przy tym o ich zwolnienie. Przewodniczący Parlamentu Europejskiego Jerzy Buzek i przewodniczący Rady Europejskiej Herman Van Rompuy wezwali do spokoju, reform i poszanowania demokratycznych praw Egipcjan. Na znak protestu sekretarz generalny Unii na rzecz Regionu Morza Śródziemnego Ahmad Khalef Masadeh zrezygnował ze stanowiska. Catherine Ashton 3 lutego rozmawiała z egipskim wiceprezydentem Omarem Suleimanem. Szefowa unijnej dyplomacji wyraziła głębokie zaniepokojenie tym, że pokojowa demonstracja została brutalnie zaatakowana przez uzbrojonych ludzi. Podkreśliła, że rząd Egiptu jest odpowiedzialny za bezpieczeństwo i dobro swoich obywateli. Po ustąpieniu Mubaraka, Unia Europejska zapewniła, że Egipcjanie mogą liczyć na wszelkie wsparcie i pomoc ze strony Europy. Wysoka Przedstawiciel Catherine Ashton była jedną z pierwszych przedstawicieli Zachodu, którzy odwiedzili Egipt po rewolucji. Rada Unii Europejskiej wyraziła swoje wsparcie dla prodemokratycznych reform, które powinny respektować zasady rządów prawa i w pełni szanować prawa człowieka.
Francuska minister spraw zagranicznych Michèle Alliot-Marie wyraziła żal z powodu ofiar śmiertelnych i oświadczyła, że demokracja powinna być umacniana we wszystkich państwach na świecie. Minister spraw zagranicznych Wielkiej Brytanii William Hague zaapelował do stron o zachowanie umiaru i unikanie przemocy. Wezwał egipski rząd do „wysłuchania obaw demonstrujących oraz poszanowania prawa do wolności słowa i zgromadzeń”.
Izraelski premier Binjamin Netanjahu 30 stycznia 2011 poinformował, że z zaniepokojeniem monitoruje wydarzenia w Egipcie i w regionie. Oznajmił, że Egipt i Izrael pozostawały w pokoju przez ponad trzy dekady i celem jego rządu jest zachowanie takichże stosunków. Ostrzegł również przed przejęciem władzy w wyborach przez „zorganizowane grupy islamistyczne”, do czego według jego słów doszło w Iranie w 1979. Władze Izraela zezwoliły na rozlokowanie na Półwyspie Synaj dodatkowych 800 egipskich żołnierzy (pierwszy raz od zawarcia traktatu pokojowego w 1979) w celu wzmocnienia bezpieczeństwa na tym graniczącym z Izraelem obszarze. 2 lutego wieczorem ostrzegł, że Iran chce wykorzystać chaos w Egipcie dla własnych interesów i zamierza uczynić z tego kraju „drugą Gazę”.